# Schell László
Schell László (Budapest, 1948. február 9. –) magyar jégkorong-játékvezető, az IIHF Hírességek Csarnokának tagja.
A jégkorong sportot utánpótlás játékosként űzte, de a felnőtt bajnokságban való szerepléshez nem érzett elég tehetséget. 1966-ban jelentkezett játékvezetőnek, majd a sikeres vizsgák után 1967-től vezetett mérkőzéseket. Első OB I.-es mérkőzését 1968. január 13-án vezette. 1973-tól külföldön is közreműködött  az összecsapások dirigálásában. 1977-ben  Tokióban mutatkozhatott be először világbajnokságon, vonalbíróként. Még ugyanebben a szezonban, a jó szereplésnek köszönhetően, az A csoportos vb-n is szerepet kapott. Később még három A csoportos vb-n szerepelhetett (1978, 1979, 1982). Ezután már csak a részt vevő országok delegálhattak a tornákra játékvezetőket a világbajnokságra, így csak alacsonyabb osztályban kapott lehetőséget.
A magyar jégkorong-bajnokságokban 1967 és 1990 között, a korosztályos mérkőzésekkel együtt, több mint 1500 találkozón működött közre. 1977-ben összesen 22 alkalommal bízták rá vb mérkőzések irányítását, amely azóta is -bár hivatalosan nem jegyzett- csúcsnak számít.
2009-ben beválasztották az IIHF Hírességek Csarnokába, melynek Pásztor György után a második magyar tagja lett. Beiktatására 2009. május 5-én került sor, Bernben.